# Bodtjärnen (Svegs socken, Härjedalen, 689891-140875)
Bodtjärnen är en sjö i Härjedalens kommun i Härjedalen och ingår i Ljusnans huvudavrinningsområde.